# Enrique Chediak
Enrique Chediak (Quito, Ecuador, 1967) es un cinematógrafo ecuatoriano.

## Vida y carrera
Chediak nació en Quito, Ecuador. Estudió ciencias de la comunicación en Santiago de Chile y fotografía en Madrid antes de estudiar cine en la Universidad de Nueva York de 1992 a 1996. Participó en la producción de American Southern -estrenada en 1995 y dirigida por John Joshua Clayton- como cámara. Otra película en la que trabajó en 2010, el drama 127 horas, estaba basada en una historia real. Chediak colaboró con el director de fotografía británico Anthony Dod Mantle y posteriormente fue nominado a varios premios, entre ellos el Premio de la Academia Británica de Cine de 2011 al Premio BAFTA a la Mejor fotografía.

## Filmografía
| Films that have not yet been released | Cintas aun sin estrenar |

| Año  | Título                                    | Director                     | Notas                                                                   |
| ---- | ----------------------------------------- | ---------------------------- | ----------------------------------------------------------------------- |
| 1995 | American Southern                         | John Joshua Clayton          |                                                                         |
| 1997 | Hurricane Streets                         | Morgan J. Freeman            | Sundance Award for Best Cinematography - Dramatic                       |
| 1998 | Frogs for Snakes                          | Amos Poe                     |                                                                         |
| 1998 | Desert Blue                               | Morgan J. Freeman            |                                                                         |
| 1998 | The Faculty                               | Robert Rodriguez             |                                                                         |
| 2000 | Boiler Room                               | Ben Younger                  |                                                                         |
| 2000 | Songcatcher                               | Maggie Greenwald             |                                                                         |
| 2001 | 3 A.M.                                    | Lee Davis                    |                                                                         |
| 2001 | The Safety of Objects                     | Rose Troche                  |                                                                         |
| 2002 | The Good Girl                             | Miguel Arteta                |                                                                         |
| 2002 | Brown Sugar                               | Rick Famuyiwa                |                                                                         |
| 2004 | Chronicles                                | Sebastián Cordero            |                                                                         |
| 2004 | A Home at the End of the World            | Michael Mayer                |                                                                         |
| 2005 | Down in the Valley                        | David Jacobson               |                                                                         |
| 2006 | The Alibi                                 | Kurt Mattila Matt Checkowski |                                                                         |
| 2006 | Turistas                                  | John Stockwell               | With Peter Zuccarini (Underwater footage)                               |
| 2007 | 28 Weeks Later                            | Juan Carlos Fresnadillo      |                                                                         |
| 2007 | The Flock                                 | Andrew Lau                   |                                                                         |
| 2009 | Rage                                      | Sebastián Cordero            |                                                                         |
| 2009 | The Assailant                             | João Daniel Tikhomiroff      |                                                                         |
| 2010 | Repo Men                                  | Miguel Sapochnik             |                                                                         |
| 2010 | Charlie St. Cloud                         | Burr Steers                  |                                                                         |
| 2010 | 127 Hours                                 | Danny Boyle                  | with Anthony Dod Mantle Nominated — BAFTA Award for Best Cinematography |
| 2011 | Intruders                                 | Juan Carlos Fresnadillo      |                                                                         |
| 2013 | Europa Report                             | Sebastián Cordero            |                                                                         |
| 2013 | Red 2                                     | Dean Parisot                 |                                                                         |
| 2014 | The Maze Runner                           | Wes Ball                     |                                                                         |
| 2014 | César Chávez                              | Diego Luna                   |                                                                         |
| 2016 | The 5th Wave                              | J Blakeson                   |                                                                         |
| 2016 | Deepwater Horizon                         | Peter Berg                   |                                                                         |
| 2017 | American Assassin                         | Michael Cuesta               |                                                                         |
| 2018 | Bumblebee                                 | Travis Knight                |                                                                         |
| 2019 | Lady and the Tramp                        | Charlie Bean                 |                                                                         |
| 2021 | Voyagers                                  | Neil Burger                  |                                                                         |
| 2023 | Transformers: el despertar de las bestias | Steven Caple Jr.             |                                                                         |
| 2025 | Una película de Minecraft                 | Jared Hess                   | Director de fotografía                                                  |

### Televisión
| Año  | Título  | Distribuidor | Notas      |
| ---- | ------- | ------------ | ---------- |
| 2014 | Babylon | Channel 4    | 4 episodes |